# Ⱬ
Der Buchstabe Ⱬ (kleingeschrieben ⱬ) ist ein Buchstabe des lateinischen Schriftsystems, bestehend aus einem Z mit einem zum kyrillischen Ц ähnlichen Anhang. Er wurde 2006 in Unicode als U+2C6B latin capital letter with descender und U+2C6C latin small letter with descender aufgenommen. Er wurde vor 1983 in der uigurischen Sprache zur Transliteration des arabischen ژ genutzt.